# ジョエル・ロブレス
ジョエル・ロブレス・ブラスケス（Joel Robles Blázquez、1990年6月17日 - ）は、スペイン・マドリード州レガネス出身のサッカー選手。GDエストリル・プライア所属。ポジションはGK。

## 経歴
2004年にCDレガネスのユースチームでキャリアをスタートさせ、アトレティコ・マドリードのユースチームに移籍した。2009-10シーズンからセグンダ・ディビシオンBのアトレティコ・マドリードBに所属。2009年12月27日、アトレティコとの契約を2014年まで延長した。
2010年5月9日、第37節のスポルティング・デ・ヒホン戦で先発出場のセルヒオ・アセンホが前半10分に膝を負傷し交代となり、正GKのダビド・デ・ヘアはUEFAヨーロッパリーグの決勝を控え休養だったため急遽出番が回ってきた。デビュー戦は1-1の引き分けとなった。2010-11シーズンはデ・ヘアが完全にレギュラーに定着したため出場機会はなかった。デ・ヘアがマンチェスター・ユナイテッドへ移籍した2011-12シーズンは正式にトップチームに昇格。新加入のティボ・クルトゥワがレギュラーに据えられたため、アセンホと第2GKの座を争い、ベンチ入りの回数も増えた。
2012年1月30日、ダニ・ヒメネスの故障によってGKの駒不足に陥っていたラージョ・バジェカーノへレンタル移籍。2月5日のレアル・サラゴサ戦で初出場を飾るとその後もスタメンを守ったが、負けが込んで失点が嵩んだ終盤戦はダビド・コベーニョにポジションを明け渡した。シーズン終了後にアトレティコへ復帰したが、クルトゥワとアセンホの前に埋没し出場機会は得られなかった。
2013年1月18日、同胞ロベルト・マルティネス監督が率いるイングランドのウィガン・アスレティックFCへレンタル移籍。当初はアリ・アル・ハブシの控えとみられていたが、1月1日の第21節マンチェスター・ユナイテッドFC戦から3月2日の第28節リヴァプールFC戦までの8試合で20失点を喫していたため、3月17日の第30節ニューカッスル・ユナイテッドFC戦でプレミアデビューを飾ると4-0で完封勝利を収めた。その後はアル・ハブシに変わってゴールを守った。
7月8日、マルティネスが新監督に就任したエヴァートンFCへ完全移籍。
2018年7月5日、レアル・ベティスへ4年契約でフリー移籍。その2018-19シーズンは、同じく新加入のスペイン代表パウ・ロペスを前に出場機会は限られ、5試合の出場に留まったが、続く2019-20シーズンはロペスがASローマに移籍したことで正GKに昇格。結果リーグ戦は33試合に出場した。
2020-21シーズンは、昨年に続いて開幕から守護神として出場を続けていたが、リーグ中盤以降はマンチェスター・シティから加入したチリ代表クラウディオ・ブラーボにポジションを譲り、シーズン通してのリーグ戦出場は18試合に留まった。
続く2021-22シーズンはブラーボに加え、グラナダCFからポルトガル代表ルイ・シルヴァが加入。前年とは打って変わってベンチ入りも厳しくなり、この年の出場は無かった。
2022年8月9日、リーズ・ユナイテッドFCにフリー移籍で加入し、1年契約を結んだ。シーズン開幕から長らく第2GKとしてベンチ入りしていたが、シーズン終盤に降格争いをしているチームの調子が一向に上向かなかったことから、正GKを務めていたイラン・メリエに代わって先発に抜擢された。その後はシーズン終了まで先発出場するも、結果的にチームは降格となった。
2023年7月18日、アル・カーディシーヤFCに移籍した。

## 所属クラブ
- アトレティコ・マドリードB 2009-2011
- アトレティコ・マドリード 2011-2013

→ ラージョ・バジェカーノ 2012 （レンタル移籍）
→ ウィガン・アスレティックFC 2013 （レンタル移籍）
- エヴァートンFC 2013-2018
- レアル・ベティス 2018-2022
- リーズ・ユナイテッドFC 2022-2023
- アル・カーディシーヤFC 2023-2024
- GDエストリル・プライア 2024-

## タイトル

### クラブ
アトレティコ・マドリード
- UEFAヨーロッパリーグ : 1回 (2009-10)
- UEFAスーパーカップ : 1回 (2010)

ウィガン・アスレティック
- FAカップ : 1回 (2012-13)

レアル・ベティス
- コパ・デル・レイ : 1回 (2021-22)